# 시험정원

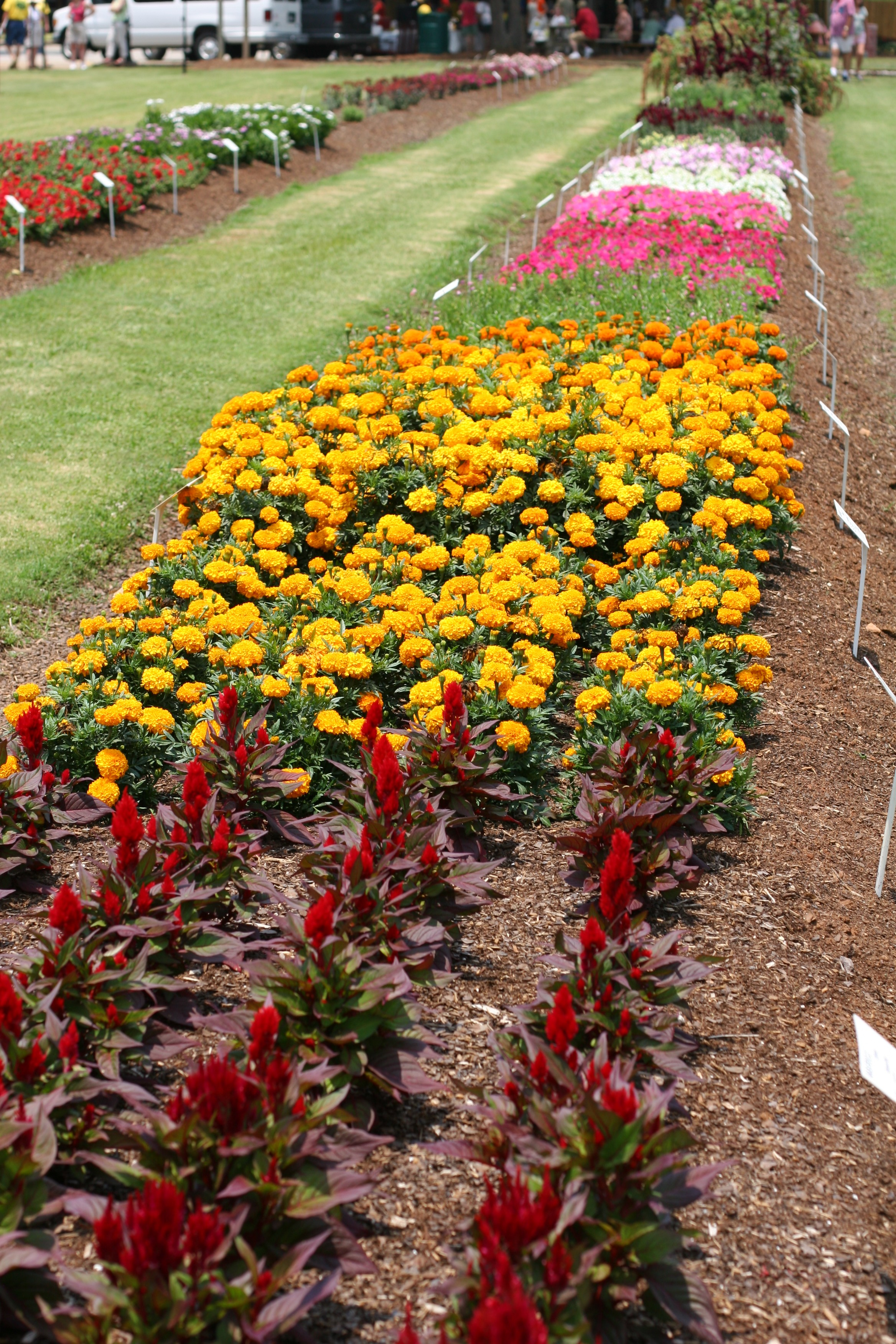

시험정원 또는 트라이얼 가든(trial garden)은 식물을 테스트하고 평가할 목적으로 특별히 재배된 정원 유형이다. 대학, 식물 육종가, 정원 산업 회사는 많은 민간 및 공공 식물원과 전문 정원 저널리스트와 마찬가지로 시험 정원을 보유하는 경우가 많다. 고전적 시험 모델에서는 새로 개발된 식물 품종을 발아/번식부터 성숙, 종자부터 수확까지 수명 주기 전반에 걸쳐 가장 유사한 업계 표준 식물과 비교한다. 새로운 품종을 기존 품종과 나란히 재배함으로써 연구자들은 이러한 새로운 품종이 실제로 더 나은지, 그렇다면 어떤 측면에서 더 나은지 판단할 수 있다.
캐나다 온타리오주 케틀비(Kettleby)와 안스노르벨트(Ansnorveldt) 근처에 있는 먹 크롭스 리서치 스테이션(Muck Crops Research Station)은 궬프 대학교에서 운영하며 새로운 종을 테스트하고 식물 병리학 실험실을 갖추고 있다. 그 초점은 진흙 토양에서 자라는 식물에 있다.
모든 정원사는 특정 정원 환경에서 어떤 식물이 가장 잘 어울리는지 확인하기 위해 자신만의 시험 정원을 만드는 것을 좋아할 것이다. 대부분의 시험 프로그램은 식물 배치로 인한 편향 위험을 최소화하기 위해 무작위 복제 플롯을 포함한 과학적 설계를 통해 매우 형식적이다. 자원봉사자 심사위원은 새로운 꽃 형태, 꽃 색깔, 잎 위의 꽃 모습, 향기, 개화 기간, 질병이나 해충 내성 또는 저항성과 같은 바람직한 품질에 대한 출품작을 평가한다. 야채는 수확 속도, 총 수확량, 과일 맛, 과일 품질, 수확 용이성, 식물 습관, 질병 및 해충 저항성과 같은 특성을 살펴보고 판단된다.

## 같이 보기
- 정원 종류